# エル (1997年の映画)
『エル』（原題： Elles）は、1997年に製作された、ベルギー、フランス、ルクセンブルク、ポルトガル、スペイン、スイス合作映画。ビデオ題は『エル おんなの瞬間』。
本作は生い立ちや生き方の異なる5人の女性を描いたドラマ映画である。

## ストーリー
テレビキャスターのリンダは、4人の女友達を相手に「あなたの望みは何か」というテーマのインタビューを行う。
収録した内容を見返したリンダもまた、同僚との関係に悩んでいた。

## キャスト
- リンダ - カルメン・マウラ
- エヴァ - ミュウ＝ミュウ
- クロエ - マリサ・ベレンソン
- ブランカ - ゲッシュ・パティー（フランス語版）
- バルバラ - マルト・ケラー
- ジジ - ジョアキム・デ・アルメイダ
- ルイ - モーガン・ペレス
- エドガー - ディディエ・フラマーノ（フランス語版）